# Spilasma baptistai
Spilasma baptistai là một loài nhện trong họ Araneidae.
Loài này thuộc chi Spilasma. Spilasma baptistai được Herbert Walter Levi miêu tả năm 1995.